# Eleanor Helin

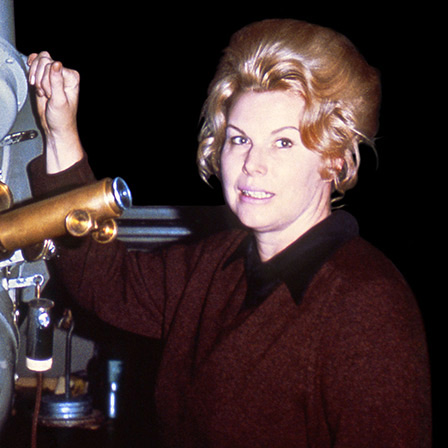
Eleanor Helin 1973 am Teleskop

Eleanor Francis „Glo“ Helin (* 19. November 1932 in Pasadena, Kalifornien; † 25. Januar 2009) war eine US-amerikanische Astronomin, die zahlreiche Asteroiden und Kometen entdeckt hat.

## Leben
Im Alter von fünf Jahren erkrankte sie an Kinderlähmung, was dazu führte, dass sie mehrere Monate ans Bett gefesselt war. Helin studierte Geologie am Occidental College, beendete ihr Studium aber 1954 kurz vor ihrem Abschluss. Am California Institute of Technology gründeten sie und Bruce C. Murray das Lunar Research Lab, um Mondlandemissionen vorzubereiten. Mit dem 18-Zoll-Schmidt-Teleskop entdeckte Helin am 4. Juli 1973 ihren ersten Asteroiden.
Helin arbeitete für das Near Earth Asteroid Tracking (NEAT) Programm der NASA am Jet Propulsion Laboratory und initiierte 1973 am Palomar-Observatorium die Planet-Crossing Asteroid Survey (PCAS).

## Wirken
Im Rahmen ihrer Arbeit wurden von ihr oder unter ihrer Leitung mehr als 800 Asteroiden entdeckt, darunter auch die beiden ersten Aten-Asteroiden (2062) Aten und (2100) Ra-Shalom sowie die Apollo-Asteroiden (4660) Nereus und (4769) Castalia und zahlreiche Amor-Asteroiden. Zusätzlich sind der Trojaner (3240) Laocoon und der marskreuzende Hauptgürtelasteroid (9969) Braille zu nennen. Letzterer wurde 1999 von der Raumsonde Deep Space 1 in 28 km Entfernung passiert und auch fotografiert, allerdings wegen eines technischen Fehlers nur aus 13500 km Distanz.
Helin entdeckte allein oder mit anderen einige Kometen, unter ihnen 111P/Helin-Roman-Crockett, 117P/Helin-Roman-Alu, 132P/Helin-Roman-Alu, 151P/Helin und 152P/Helin-Lawrence.
Ihr werden auch die Wiederentdeckung des Kometen 107P/Wilson-Harrington und die Feststellung seiner Identität mit dem Asteroiden 1979 VA, der dann die endgültige Bezeichnung (4015) Wilson-Harrington erhielt, zugerechnet. Obwohl Albert George Wilson und Robert G. Harrington den Körper bereits einige Jahrzehnte zuvor entdeckt hatten, schafften sie es damals anhand ihrer Beobachtungen nicht, eine hinreichend präzise Bahn zu berechnen, so wie es Helin schaffte, weshalb er wieder verloren ging.
Der Asteroid (3267) Glo ist nach ihr benannt und zwar nach ihrem Spitznamen Glo. Die USS Helin (NCC-1692) als Teil des Star-Trek-Universums trägt ihren Namen und tauchte zum ersten Mal in einer Missionseinsatzübersicht in Star Trek VI: Das unentdeckte Land auf. Der Asteroid (2430) Bruce Helin ist nach ihrem Sohn benannt.
In manchen Quellen wird sie auch Eleanor Kay Helin genannt.